# Dedap
Dedap is een bestuurslaag in het regentschap Kepulauan Meranti van de provincie Riau, Indonesië. Dedap telt 2422 inwoners (volkstelling 2010).